# Йосип Прекрасний: Намісник фараона
Йосип Прекрасний: Намісник фараона (англ. Joseph) — екранізація історії життя одного з головних біблійних персонажів Йосипа, сина Якова. Фільм є результатом співпраці телекомпаній трьох країн: Італії (Lube, Lux Vide, Quinta Communications), Німеччини (Beta Film) та США (Turner Pictures). Він знятий в рамках циклу фільмів «Біблійна колекція», присвячених екранізації біблійних історій.

## Сюжет

### 1 серія
Дія фільму відбувається в Стародавньому Єгипті. Йосип проданий як раб Потіфару, начальнику охорони фараона. Завдяки своїм здібностям і вірності Богу, він з рядового раба стає домоврядником всього маєтку. Жінка Потіфара неправдиво звинувачує Йосипа і йому лише дивом вдається уникнути смертної кари. Потіфар, вислухавши від Йосипа історію його життя і знаючи що той чесний в своїй поведінці перед Богом, вирішує обмежитися покаранням у вигляді тюремного ув'язнення.

### 2 серія
Пробувши певний час в тюрмі, Йосип здобуває репутацію здібного тлумача снів. Його рекомендують фараону, що саме мав в цьому потребу. Значення снів, відкрите Йосипом, збентежило фараона і змусило шукати людину здібну зібрати запаси зерна для всього Єгипту на провіщені майбутні роки голоду. Вибір падає на Йосипа. Фараон ставить його другим після себе у всій державі. Через 7 років починається неврожай, а за ним голод, який сягає й місць проживання братів Йосипа, що свого часу продали його в рабство. Вони змушені йти до Єгипту і після низки драматичних подій Йосип відкривається їм. Відбувається примирення. Вся рідня Йосипа приходить до Єгипту і після довгих років розлуки Йосип нарешті зустрічає свого батька.

## В ролях
| Актор            | Роль           |
| ---------------- | -------------- |
| Пол Меркуріо     | Йосип          |
| Бен Кінгслі      | Потіфар        |
| Мартін Ландау    | Яків           |
| Леслі Енн Воррен | жінка Потіфара |
| Еліс Кріге       | Рахіль         |
| Домінік Санда    | Лія            |
| Воррен Кларк     | Еднан          |
| Моніка Беллуччі  | жінка фараона  |
| Стефано Діонізі  | фараон         |
| Валерія Каваллі  | Асенаф         |

## Відмінності від книги
У фільмі постать Потіфара супроводжує Йосипа весь період його перебування в Єгипті. В Біблії за Потіфара згадується лише в період перебування Йосипа на службі в його домі.

## Нагороди
Фільм мав численні номінації та отримав наступні нагороди:
| Рік  | Премія                      | Номінація                                                                                      | Результат |
| ---- | --------------------------- | ---------------------------------------------------------------------------------------------- | --------- |
| 1995 | Еммі                        | Найкращий мінісеріал                                                                           | Перемога  |
| 1995 | CableACE Award              | Найкраща музика до фільму                                                                      | Перемога  |
| 1995 | Еммі                        | Найкраща робота художника-постановника в мінісеріалі, телефільмі або спеціальній програмі      | Номінація |
| 1995 | Еммі                        | Видатні особисті досягнення в підборі акторів                                                  | Номінація |
| 1995 | Еммі                        | Найкращий актор другого плану в мінісеріалі, телефільмі або спеціальній програмі               | Номінація |
| 1995 | Еммі                        | Видатні особисті досягнення о обробці звуку в мінісеріалі, телефільмі або спеціальній програмі | Номінація |
| 1995 | CableACE Award              | Найкращий актор другого плану в фільмі чи мінісеріалі                                          | Номінація |
| 1995 | CableACE Award              | Художник-постановник в драматичному серіалі/фільмі чи мінісеріалі                              | Номінація |
| 1995 | CableACE Award              | Дизайн костюмів                                                                                | Номінація |
| 1996 | Гільдія сценаристів Америки | Адаптація сюжету                                                                               | Номінація |

## Цікаві факти
- Місце зйомки фільму — цитадель Таурірт, Варзазат, Марокко[4].